# Godzilla vs. Megaguirus
Godzilla vs. Megaguirus (ゴジラXメガギラス G消滅作戦) er en japansk film fra 2000 instrueret af Masaaki Tezuka. Dette er den fireogtyvende film om det klassiske filmmonster Godzilla.

## Medvirkende
- Misato Tanaka som Kiriko Tsujimori
- Shosuke Tanihara som Hajime Kudo
- Masatô Ibu som Motohiko Sugiura
- Yuriko Hoshi som Yoshino Yoshizawa
- Toshiyuki Nagashima som Takuji Miyagawa
- Tsutomu Kitagawa som Godzilla
- Minoru Watanabe som Megagirasu
- Kôichi Ueda som regeringsmedarbejder
- Kôichi Yamadera som vært for børne-tv
- Yûsaku Yara som fortæller